# Ephemera varia
Ephemera varia is een haft uit de familie Ephemeridae. De wetenschappelijke naam van de soort is voor het eerst geldig gepubliceerd in 1883 door Eaton.
De soort komt voor in het Nearctisch gebied.